# Agrostis schlechteri
Agrostis schlechteri é uma espécie de gramínea do gênero Agrostis, pertencente à família Poaceae.